# Golpe de Estado de San Silvestre

^{?}La bandera de la República Centroafricana, donde ocurrieron los hechos.

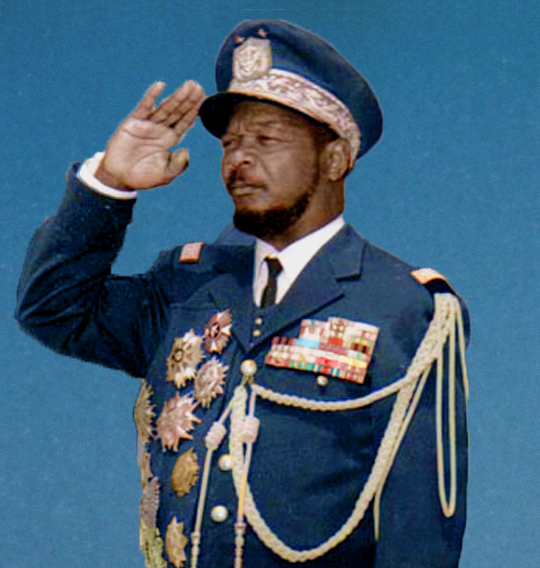
Bokassa en julio de 1970 durante un viaje a Rumania.

El golpe de Estado de San Silvestre (del francés coup d’État de la Saint-Sylvestre) es el nombre con el que se conocen los sucesos ocurridos entre el 31 de diciembre de 1965 y el 1 de enero de 1966 en la República Centroafricana, un Estado sin litoral que luego constituiría el Imperio Centroafricano. Se trató de un golpe de Estado llevado a cabo por el líder del ejército, Jean-Bédel Bokassa, quien derrocó al presidente David Dacko, su primo, quien había asumido el poder después de que la colonia se independizara de Francia.
Bokassa, que inició el golpe en plena Nochevieja con la ayuda de Alexandre Banza, justificó el golpe con el argumento de que se vio obligado a salvar al país de caer bajo la influencia del comunismo, cortando relaciones diplomáticas con China. En los primeros días de su gobierno, Bokassa disolvió la Asamblea Nacional, abolió la Constitución y emitió una serie de decretos, prohibió la mendicidad, la mutilación genital femenina y la poligamia, entre otras cosas. En principio, el nuevo gobernante luchó para obtener reconocimiento internacional de su gobierno, y después de una exitosa reunión con el presidente de Chad, François Tombalbaye, el gobierno de Bokassa fue reconocido por el régimen de otras naciones africanas, y, finalmente, de Francia, la antigua potencia colonial.
En abril de 1969 Banza intentó realizar su propio golpe, pero no pudo ser llevado a cabo debido a que uno de sus co–conspiradores informó al presidente de dicho plan. Dacko fue nombrado asesor personal del presidente en septiembre de 1976, y posteriormente el gobierno francés lo convenció para participar en un golpe para derrocar a Bokassa, que fue objeto de fuertes críticas por su controversial norma dictatorial. El golpe se llevó a cabo los días 20 y 21 de septiembre de 1979, y con ello Dacko recuperó la presidencia; pese a ello fue derrocado nuevamente dos años más tarde.

## Antecedentes políticos

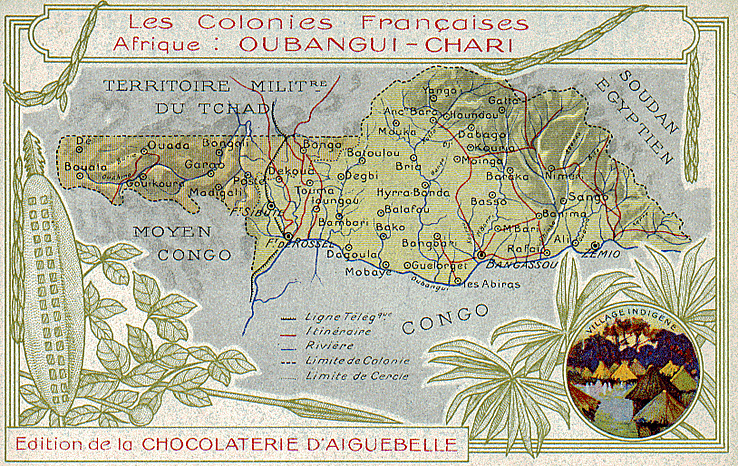
El Ubangui-Chari en 1910.

En 1958, después de que la Cuarta República Francesa empezara a considerar la independencia de muchas de sus colonias en África, el líder nacionalista Barthélemy Boganda conoció al primer ministro Charles de Gaulle para discutir los términos en que se produciría la independencia de Ubangui-Chari, un territorio francés que se convertiría posteriormente en la República Centroafricana (RCA).  De Gaulle aceptó su solicitud, y el 1 de diciembre de 1958, Boganda declaró el establecimiento de la RCA autónoma, cuya completa independencia llegaría pronto. Se convirtió en el primer ministro del territorio autónomo y  tuvo la intención de servir como el primer presidente de la RCA; no obstante, falleció luego de un accidente aéreo el 29 de marzo de 1959, mientras se dirigía a Bangui.
Abel Goumba, asesor de Boganda y descrito por Brian Titley como "inteligente, honesto y fuertemente nacionalista" le sucedió como líder de la RCA. En mayo de 1959, luego de un mes de que empezara el mandato de Goumba, David Dacko tomó el control del gobierno. Dacko, un antiguo integrante del gabinete de Boganda y líder del Movimiento por la Evolución Social del África Negra (MESAN) tuvo el apoyo del alto comisionado francés Roger Barberot, la Cámara de Comercio de Bangui y Michelle Jourdain, viuda de Boganda. Dos meses después, Dacko despidió a Goumba de su nuevo puesto como ministro de finanzas. Este se unió a Pierre Maleombho, antiguo presidente de la Asamblea Nacional que fue derrocado por Dacko; juntos abandonaron MESAN y fundaron su propio partido oposicionista, Movimiento por la Evolución Democrática de África Central (MEDAC), el 25 de junio de 1960. Mientras tanto, el 13 de agosto de 1960, el sueño de Boganda se realizó finalmente: la RCA obtuvo su independencia de Francia de manera formal.
El MEDAC se hizo moderadamente popular, fue aprobado por Etienne Ngounio (el presidente del MESAN nombrado por Dacko), y recibió un apoyo significativo en las elecciones del 20 de septiembre. Dacko vio en MEDAC un partido conformado por disidentes e intentó desestabilizarlo; luego, recibió poderes de la Asamblea Nacional para hacer frente a sus oponentes de la manera que considerase oportuna. En diciembre de 1960, Dacko disolvió MEDAC y Goumba fue arrestado por "fomentar el desorden cuestionando la asunción al poder de Dacko". Finalmente, Goumba fue sentenciado a cadena perpetua, pero huyó al exilio en Francia.
El 1 de enero de 1962, cuatro años antes del golpe, Jean-Bédel Bokassa, primo de Dacko, abandonó el ejército francés y se unió a las Fuerzas Armadas de la RCA con el rango de comandante de batallón. Poco más de un año después, Bokassa se convirtió en Comandante en Jefe de los 500 soldados del ejército nacional. Gracias a su parentesco con Dacko y su experiencia en el ejército francés, Bokassa fue capaz de aumentar de rango con rapidez en las filas del ejército, convirtiéndose en el primer coronel del ejército el 1 de diciembre de 1964.
Bokassa buscó reconocimiento de su estatus como líder del ejército; con frecuencia apareció en público usando todas sus condecoraciones militares, e intentó constantemente sentarse junto al presidente Dacko en las ceremonias para mostrar su importancia en el gobierno. A menudo, se involucró en discusiones con Jean-Paul Douate, jefe de protocolos del gobierno, ya que le amonestó por no haber seguido el orden correcto de los asientos en las mesas presidenciales, y Dacko encontró en las payasadas de su primo, búsqueda de poder por parte de éste. Pese a que empezaron a producirse golpes militares por toda África, Dacko rechazó públicamente la posibilidad de que Bokassa tomara el control del país, y en una cena estatal, dijo que "el coronel Bokassa sólo busca recoger medallas y es demasiado estúpido para sacar adelante un golpe de Estado". Otros miembros del gabinete de Dacko no opinaban lo mismo y veían en Bokassa una amenaza para el régimen. Jean-Arthur Bandio, ministro del interior, propuso incluir al comandante en el gabinete presidencial con la esperanza de que satisficiera su deseo de poder y rompiera sus relaciones con el ejército. Para prevenir la posibilidad de un golpe militar, Dacko creó la gendarmería con 500 policías armados liderados por Jean Izamo y 120 miembros de la guardia presidencial, encabezados por Prosper Mounoumbaye.

## Causas
El gobierno de Dacko enfrentó diversos problemas entre 1964 y 1965: la economía se estancó, la burocracia empezó a desintegrarse y las fronteras del país fueron constantemente traspasadas de manera ilegal por los lumumbalistas del sur y los rebeldes del Ejército de Liberación del Pueblo de Sudán del este. Debido a la presión ejercida por los radicalistas del MESAN y en un intento por fortalecer nuevas fuentes de apoyo y mostrar su independencia en materia de relaciones exteriores, Dacko estableció vínculos diplomáticos con la República Popular China (RPC) en septiembre de 1964. Una delegación liderada por Meng Yieng y agentes del gobierno chino recorrió el país mostrando películas de propaganda comunista. Poco después, la RPC prestó sin intereses a la RCA un millar de francos CFA (20 millones de francos franceses), sin embargo, esta ayuda no pudo prevenir el colapso financiero que se aproximaba. Otro problema era que el gobierno estaba plagado de corrupción generalizada. Bokassa sentía que necesitaba hacerse cargo del gobierno de la RCA para eliminar la influencia comunista y resolver todos los problemas del país. Según Samuel Decalo, un estudioso de los gobiernos del África, las ambiciones personales de Bokassa fueron probablemente el papel más importante en su decisión de lanzar un golpe contra el gobierno.
Dacko envió a Bokassa a París como parte de una comisión para las celebraciones del día de la Bastilla en julio de 1965. Luego de asistir a una ceremonia el 23 de julio en conmemoración del cierre de una escuela de formación militar a la que él había asistido décadas atrás, Bokassa intentó volver a su país. Sin embargo, Dacko prohibió su regreso, y Bokassa gastó sus siguientes meses intentando obtener apoyo militar de sus amigos franceses y centroafricanos. Finalmente Dacko cedió a la presión y permitió el regreso de Bokassa en octubre.
Se incrementaron las tensiones entre Dacko y Bokassa. En diciembre, Dacko aprobó un aumento presupuestario para la gendarmería de Izamo, pero rechazó la propuesta de presupuesto para el ejército de Bokassa. En este punto, Bokassa le dijo a sus amigos que estaba molesto por el trato recibido de Dacko e "iba por un golpe de Estado". Dacko planeó sustituir a Bokassa por Izamo como su asesor militar personal, y quería promover oficiales del ejército leales al gobierno, mientras degradaba a Bokassa y sus allegados. Dacko no guardó silencio sobre sus propios planes y se los insinuó a los ancianos de Bobangui, quienes a su vez le contaron a Bokassa. Éste se dio cuenta de que tenía que actuar rápidamente contra Dacko, y se preocupó de que su ejército de 500 hombres no fuera suficiente a la hora de enfrentarse con la gendarmería y la guardia presidencial. También le preocupaba que los franceses socorrieran a Dacko tal cual había ocurrido el 23 de febrero de 1964 en Gabón, gobernado por Léon M'ba, que recuperó el poder rápidamente gracias a los paracaidistas franceses.
Bokassa encontró el apoyo que buscaba en el Capitán Alexandre Banza, comandante de la Base militar de Camp Kassaï, al noreste de Bangui, y, al igual que Bokassa, había servido en el ejército francés. Banza era un hombre inteligente, ambicioso y capaz, que desempeñó un papel importante en la planificación del golpe. A mediados de diciembre, muchas personas anticiparon que ocurrirían disturbios, y los asesores personales del presidente le alertaron de que Bokassa "mostraba signos de inestabilidad mental" y debía ser arrestado antes de que se hiciera con el control del gobierno. Dacko no prestó atención a estas advertencias.

## El golpe
Temprano en la tarde del último día de 1965, Dacko dejó el Palais de la Renaissance para visitar la plantación de uno de sus ministros al suroeste de la capital. A las 22:30 WAT (21:30 UTC), el Capitán Banza dio órdenes a sus oficiales de iniciar el golpe: uno de sus capitanes subyugaría la guardia de seguridad en el palacio presidencial, mientras el otro tomaría control de Radio–Bangui para evitar la comunicación entre Dacko y sus seguidores. Bokassa llamó a Izamo a su cuartel general, solicitándole que se hiciera presente en Camp de Roux para firmar algunos papeles que necesitaban su atención inmediata. Izamo que estaba en la celebración de la víspera de año nuevo junto a sus amigos, accedió de mala gana y viajó al campamento en el auto de su esposa. A su llegada le confrontaron Banza y Bokassa, quienes le informaron del golpe en progreso; cuando le preguntaron si apoyaría la causa, dijo que no, llevando a Banza y Bokassa a dominarlo y meterlo en una bodega.
Poco después de la medianoche, en los primeros minutos de 1966, Bokassa y Banza organizaron sus tropas y les dieron a conocer su plan de tomar el control del gobierno. Bokassa les dijo que Dacko había dimitido de la presidencia y le había entregado su puesto a su más cercano consejero, Izamo. Luego, les dijo a los soldados que la gendarmería se apoderaría del ejército, el que ahora actuaría para mantenerse en su posición; les preguntó a los soldados si apoyarían su direccionamiento, los hombres que se rehusaron fueron encerrados. A las 0:30 WAT, Bokassa y quienes le apoyaron dejaron Camp de Roux para apoderarse de la capital, encontraron poca resistencia y fueron capaces de tomar Bangui. Bokassa y Banza acometieron al Palais de la Renaissance, donde intentaron arrestar a Dacko, que no estaba por ninguna parte. Bokassa entró en pánico, pues creyó que el presidente había sido informado del golpe en marcha, y ordenó inmediatamente a sus soldados buscar a Dacko en el campo hasta que fuera encontrado.
Dacko no estaba informado de lo que acaecía en Bangui. Después de dejar las plantaciones cerca a la medianoche, se encaminó a la casa de Simon Samba para preguntar por el líder aka para hacer un ritual de fin de año; no fue sino hasta después de una hora en casa de Samba que fue informado de lo que sucedía. A partir de aquí, se desconocen con exactitud las intenciones de Dacko: según Titley, Dacko se dirigió a la capital con la esperanza de detener el golpe con ayuda de los gendarmes que aún le eran leales y los paracaidistas franceses; otros, como Thomas E. O'Toole, profesor de sociología y antropología de la Universidad Estatal St. Cloud, creen que Dacko no estaba intentando montar resistencia alguna, en lugar de ello, planeaba declinar y entregar su poder a Izamo. En cualquier caso, Dacko fue arrestado por soldados que patrullaban Pétévo, en la banda occidental de la ciudad, y fue llevado al palacio presidencial, donde Bokassa lo abrazó y le dijo: "Traté de advertirte, pero ahora es demasiado tarde". Dacko fue llevado a la prisión Ngaragba al este de Bangui alrededor de las 2:00 WAT. Como pensó que favorecería el incremento de su popularidad en el país, ordenó al director de la prisión, Otto Sacher, que libertara a todos los prisioneros de la cárcel. Bokassa llevó luego a Dacko a Camp Kassaï a las 03:20 WAT, donde fue forzado a dimitir de su cargo. Después, los oficiales de Bokassa anunciaron en Radio–Bangui que el gobierno de Dacko había sido derribado y Bokassa se había hecho con el control. En la mañana, Bokassa se dirigió al público a través de Radio–Bangui:

¡Centroafricanos, centroafricanos! Soy el Coronel Bokassa hablándoles. Desde las 3:00 de la mañana su ejército ha tomado el control del gobierno. El régimen de Dacko ha declinado. La hora de la justicia ha llegado. La burguesía queda abolida. Ha empezado una nueva era de igualdad entre todos. Centroafricanos: en donde quiera que puedan estar, estén seguros de que su ejército los defenderá a ustedes y a sus propiedades... ¡Larga vida a la República Centroafricana!

## Consecuencias

### Nuevo régimen y reconocimiento internacional
Una vez terminado el golpe, los informes oficiales reportaron ocho personas fallecidas que estaban intentando oponer resistencia, posteriormente los oficiales de Bokassa recorrieron el país en búsqueda de los aliados políticos y amigos cercanos de Dacko, quienes eran arrestados, incluyendo a Simon Samba, Jean-Paul Douate y más de sesenta guardias de seguridad, que fueron llevados a Ngaragba. Prosper Mounoumbaye, director de la seguridad presidencial, logró abandonar el país, pero semanas después fue detenido por los congoleses y entregado a Bokassa el 23 de enero, siendo golpeado y torturado hasta morir en Camp Kassaï, a la vista de Bokassa, Banza y Dacko. Jean Izamo sufrió un destino similar: fue transferido a Ngaragba el 10 de enero, pero fue torturado hasta la muerte a finales de mes. A Dacko se le permitió vivir ya que Bokassa buscó reconocimiento internacional para su gobierno y Francia amenazó con suspender su ayuda a la República Centroafricana si era asesinado, por lo cual Bokassa mantuvo detenido a su predecesor en una pequeña habitación en Camp Kassaï, donde se le privó de comunicación con el mundo exterior y se le inició una dieta altamente restrictiva, para ser llevado a Camp de Roux el 3 de febrero, donde permaneció aislado.
Mientras tanto, Bokassa inició a autopromocionarse ante los medios mostrando a sus compatriotas, sus medallas del ejército francés, y exhibiendo su fuerza, su falta de miedo y su masculinidad. Entre las primeras acciones políticas que tomó cabe destacar que formó un nuevo gobierno llamado el Consejo Revolucionario, invalidó la constitución y disolvió la Asamblea Nacional, a la que tildó de "un organismo sin vida que ya no representa al pueblo". Bokassa afirmó que en el futuro su gobierno realizaría elecciones, formaría una nueva asamblea y escribiría una nueva constitución. También dijo a los centroafricanos que abandonaría el poder luego de que fuera eliminada la amenaza comunista, estabilizada la economía y extirpada la corrupción.
Al MESAN le fue permitido continuar con su funcionamiento, pero le fue impedido a las demás organizaciones políticas del país, y en los meses venideros hizo hombres y mujeres entre los 18 y los 55 años debieran probar que tenían empleos, de lo contrario, serían multados o llevados a prisión; prohibió la mendicidad; permitió tocar Tom-Tom durante noches y fines de semana; e incluso formó en la capital una "brigada de la moralidad" para monitorear bares y salones de baile. Además, abolió la poligamia, las dotes y la ablación de clítoris; dio inicio a un sistema de transporte público en la capital y subsidió la creación de dos orquestas nacionales.
Bokassa arguyó que el golpe era una necesidad de primer orden para prevenir más corrupción en el gobierno y pese a los cambios positivos en el país, al nuevo presidente se le dificultó obtener reconocimiento internacional para su gobierno, por lo cual intentó justificar su golpe argumentando que Izamo y agentes comunistas chinos trataban de tomar el control del gobierno, y que él debió proceder así para salvar a su país del comunismo. Alegó que los agentes chinos en el campo habían intentado armar y entrenar a los locales para iniciar una revolución, tanto así que el 6 de enero de 1966 despidió a esos agentes y cortó relaciones diplomáticas con China.
Primeramente, Bokassa garantizó el reconocimiento por parte de François Tombalbaye, presidente del vecino Chad, a quien conoció en Bouca, Ouham. Después de que Bokassa correspondiera a Tombalbaye en la reunión del 2 de abril de 1966 a lo largo de la frontera sur del Chad en Fort Archambault, ambos decidieron ayudarse mutuamente en caso de que alguno de ellos se encontrara en peligro de perder el poder. Poco después, otros países del continente comenzaron a dar reconocimiento diplomático al nuevo gobierno, y por el contrario, el gobierno francés se mostró renuente a apoyar el régimen de Bokassa, de modo que Banza fue a París para reunirse con funcionarios franceses con el fin de convencerlos de que el golpe era necesario para salvar al país del caos. Bokassa conoció al primer ministro Georges Pompidou el 7 de julio de 1966, pero Francia aún evadía dar su apoyo. Finalmente, después de que Bokassa amenazara con retirarse de la zona del franco, el Presidente Charles de Gaulle decidió hacer una visita oficial a la República Centroafricana el 17 de noviembre de 1966. Para el régimen de Bokassa, esa visita significó que el gobierno francés finalmente había aceptado los nuevos cambios en el país.

### Banza y Dacko
Alexandre Banza, que acompañó a Bokassa en toda la planificación y ejecución del golpe, se desempeñó como ministro de finanzas y ministro de Estado en el nuevo gobierno. Banza tuvo éxito en sus esfuerzos en la construcción de la reputación del gobierno en el extranjero, y muchos tomaron en consideración que Bokassa ya no permitiría que actuara como su mano derecha. En efecto, en 1967, Banza y Bokassa tuvieron una guerra de argumentos en relación con el presupuesto del país, dado que Banza se opuso firmemente a las extravagancias en los eventos gubernamentales. Bokassa se trasladó a Camp de Roux, donde se sentía seguro de poder manejar el gobierno sin preocuparse de la sed de poder de Banza. El 13 de abril de 1968, Bokassa degradó a Banza a ministro de salud, pero permaneció en su puesto de ministro de Estado, y al año siguiente, Banza hizo una serie de comentarios muy críticos sobre Bokassa y su gestión de la economía nacional. Bokassa interpretó tal ataque como un preámbulo al golpe que su ministro intentaría en breve, por lo que lo retiró como su ministro de Estado.
Banza le reveló su intención de iniciar un golpe al Teniente Jean-Claude Mandaba, el oficial comandante de Camp Kassaï, quien rápidamente informó a Bokassa. Cuando entró a Camp Kassaï el 9 de abril de 1969 (el golpe estaba previsto para esa noche), Banza fue emboscado, lanzado al maletero de un Mercedes y llevado directamente a Bokassa por Mandaba y sus soldados. En su casa de Berengo, Bokassa quiso golpearlo a muerte, pero Mandaba sugirió que Banza debía ser enjuiciado por el mantenimiento de la buena imagen de todos. El 12 de abril, Banza presentó su caso ante un tribunal militar en Camp de Roux, donde admitió su plan pero afirmó que no había programado matar a Bokassa. Sin embargo, fue condenado a morir por un pelotón de fusilamiento, llevado a un campo abierto detrás de Camp Kassaï, ejecutado y enterrado en una tumba anónima.
Dacko permaneció aislado en Camp de Roux, a donde el gobierno francés, que expresó su preocupación por su bienestar, envió un agregado militar para visitarlo. Dacko dijo al agregado que no se le había dado nada para leer durante más de dos años; y los franceses negociaron con el jefe de la prisión para dar a Dacko algunos libros. Pese a ello, las condiciones de vida de Dacko no mejoraron, y en junio de 1969, envió una carta al embajador chino en Brazzaville, pidiéndole apoyo financiero para su familia. El mensaje fue interceptado y entregado a Bokassa, que para él fue motivo suficiente para deshacerse de su predecesor. Dacko fue acusado de amenazar la seguridad del Estado y trasladado a Ngaragba. Sin embargo, Bokassa retiró los cargos el 14 de julio, después que el juez Albert Kouda lo convenciera de que no había pruebas suficientes para obtener una condena. Dacko permaneció en el Palais de la Renaissance hasta que mejoró su salud, tras lo cual fue enviado a vivir en Mokinda, Lobaye, bajo arresto domiciliario. No fue sino hasta luego de casi cuatro años después del golpe, en octubre de 1969, que se inició la liberación de los otros prisioneros de Bokassa en Ngaragba.
Dacko permaneció bajo arresto domiciliario hasta que fue nombrado consejero privado de Bokassa, el 17 de septiembre de 1976. Bokassa disolvió el gobierno en forma de república y formó el Imperio Centroafricano, lo que conllevó un aumento de la crítica internacional en el decenio de 1970. Dacko logró salir de París, donde las autoridades francesas lo convencieron de cooperar en un golpe para eliminar a Bokassa de poder y volver a la presidencia.
Dacko se hizo presidente el 21 de septiembre de 1979, aunque fue nuevamente removido del poder por su jefe de personal del ejército, André Kolingba, en un sangriento golpe de Estado el 1 de septiembre de 1981.
Bokassa vivió en el exilio en París, y fue condenado a muerte in absentia en diciembre de 1980. Al regresar a la República Centroafricana en octubre de 1986, fue detenido y acusado de traición, asesinato, canibalismo y malversación. Fue declarado inocente en los cargos levantados por canibalismo, pero fue condenado por los otros tres el 12 de junio de 1987. Kolingba conmutó su sentencia a cadena perpetua en febrero de 1988 y, luego, a 20 años de prisión. Kolingba declaró la amnistía para todos los presos, y Bokassa fue liberado de prisión el 1 de agosto de 1993.